# Joël Pélier
Joël Pélier es un ex ciclista francés, nacido el 23 de marzo de 1962 en Valentigney (Francia).
Fue profesional desde 1985 hasta 1990, años en los que consiguió nueve victorias en el circuito ciclista profesional.
Su mayor éxito como profesional fue la victoria en la sexta etapa del Tour de Francia 1989, de Rennes al Futuroscope. Era gregario del escalador Laudelino Cubino, pero el director de su equipo, Javier Mínguez, lo desafió a escaparse. El ciclista pedaleó en solitario más de 160 km, en la que llegó a sacar una ventaja de 25 minutos, enfrentando viento en contra y lluvia. Cruzó la meta con una ventaja de 1 minuto y 34 segundos. Allí lo esperaban sus padres, que llevaban varios años sin asistir a carrera de Joël, ya que se dedicaban al cuidado de su hermano discapacitado.

## Palmarés
1985
- 1 etapa París-Niza

1986
- 1 etapa Tour de Midi-Pyrénées
- 1 etapa Tour de Irlanda
- Gran Premio d'Aix-en-Provence

1987
- 1 etapa del Tour del Porvenir

1989
- 1 etapa del Tour de Francia

## Puestos de Mérito

### 1985
- 2º clasificado en la 1ª etapa de la Dauphiné Libéré

### 1986
- 2º en Campeonato Nacional Francés de Persecución (Pista)
- 2º en Clasificación General del Tour del Mediterráneo

## Equipos
- Skil - Sem (1985)
- Kas (1986)
- Système U (1987-1988)
- BH (1989)
- BH - Amaya Seguros (1990)